# Nesticus nasicus
Espèce
Nesticus nasicus est une espèce d'araignées aranéomorphes de la famille des Nesticidae.

## Distribution
Cette espèce est endémique de Caroline du Nord aux États-Unis,. Elle se rencontre dans les comtés de Jackson, de Buncombe, de Haywood, de Transylvania et de Jackson

## Description
Les mâles mesurent de 2,42 à 2,66 mm et les femelles de 2,41 à 3,07 mm.

## Systématique et taxinomie
Cette espèce a été décrite par Coyle et McGarity en 1992.

## Publication originale
- Coyle & McGarity, 1992 : « Two new species of Nesticus spiders from the southern Appalachians (Araneae, Nesticidae). » The Journal of Arachnology, vol. 19, no 3, p. 161-168 (texte intégral).